# Contrato informático
Un contrato informático es aquel que establece relaciones jurídicas respecto de prestaciones consistentes en transferir la propiedad o el uso y goce de bienes, o prestar servicios, ambos informáticos.

## Tipos
Por su concepto ambiguo, puede abarcar distintos tipos de contratos:
- En sentido amplio u objetivo, abarca todos aquellos convenios cuyo objeto sea un bien o servicio informático, independientemente de la vía por la que se celebren. El objeto del contrato, por tanto, sería la prestación de un servicio informático.
- En sentido restringido o formal, son aquellos contratos cuyo perfeccionamiento se da por vía informática, indiferentemente de cual sea su objeto. A estos últimos se les conoce también, propiamente, como contratos electrónicos.

## Objeto
Se distinguen: 
- Elemento o soporte físico o material: herramientas o máquinas, como la consola, el monitor o pantalla, etc., todo lo que técnicamente se denomina hardware y;
- Elemento o soporte lógico o inmaterial: es aquello que "no se ve", relacionado con el funcionamiento del sistema, como los programas. Aquello que se denomina software.[1]
- Servicios informáticos:[1]  mantenimiento preventivo, correctivo o evolutivo; desarrollo y hospedaje de sitios web, prestación de servicios de certificación digital, etc.

Pueden ser objeto de contratación electrónica cualesquiera cosas, actos o negocios jurídicos  que sean lícitos y siempre que para su contratación no se requiera de alguna forma específica que sea incompatible con los medios electrónicos (por ejemplo, presencia de un fedatario público). 

## Prueba
La principal cuestión que se plantea es en cuanto a la prueba del contrato, tanto en cuanto a la intervención de las partes como en cuanto a la prestación de su consentimiento. La forma, hoy por hoy, de acreditar estos extremos para un particular o incluso un profesional pasa por la firma electrónica, si bien es paradójico que la prueba de esta firma deba llevarse a cabo mediante un soporte de papel puesto que la inadaptación de los juzgados a las nuevas tecnologías hace necesario que para demostrar un consentimiento en un contrato se haga preciso demostrar ante un juez la autenticidad de la firma, a cuyo fin solo cabe documentar suficientemente esta autenticidad.